# Семена смерти
Семена смерти (англ. The Seeds of Death) — пятая серия шестого сезона британского научно-фантастического телесериала «Доктор Кто», состоящая из шести эпизодов, которые были показаны в период с 25 января по 1 марта 1969 года. Серия полностью сохранилась в архивах Би-би-си.

## Сюжет
В конце XXI века технология телепортации «Т-Мат» заменила обычный транспорт, позволяя людям и объектам перемещаться мгновенно по Земле. Исследования космоса прекращены для облегчения жизни на Земле. Доктор, Джейми и Зои прибывают в управляемый Дэниэлом Элдредом музей на Земле, который посвящён технологии ракет. Что-то идёт не так на ретрансляторе Т-Мат на Луне, и система ломается. Без связи и без возможности добраться до Луны командир Раднор и его ассистент Джиа Келли обращаются к профессору Элдреду за помощью. Тот втайне строил ракету в надежде на возобновление космических полётов. В отсутствие тренированных астронавтов Доктор и компания вызываются в качестве команды ракеты.
Ретранслятор захвачен, оператор Осгуд убит после саботажа системы для предотвращения захвата, и его помощника Фьюшема заставляют помогать захватчикам. Остальные техники — это напуганный, но дерзкий Фиппс и Лок, которого убивают за попытку связи с Землёй и объяснения ситуации. Захватчиками оказываются Ледяные воины, которые захватывают базу как перевалочный пункт для вторжения на Землю. Фьюшем включает аварийную связь Т-Мат на получение, и Келли отправляется на базу. Её заставляют чинить всю систему Т-Мат.
Когда Доктор и его компаньоны прибывают на Луну на ракете, они связываются с Фиппсом, который убежал от захватчиков и прячется на базе. Доктор случайно показывается Ледяным воинам и их Ледяному лорду, Командору Слаару. Их план состоит в отправке через Т-Мат семян, грибок из которых высасывает воздух из атмосферы, делая её пригодной для марсиан. Первое семя отправляется в Лондон, убивая техника Брента и предупреждая Раднора и Элдреда об опасности. Вскоре семена создают пену, которая расползается и угрожает всё большему и большему количеству людей. Остальные терминалы по всему миру получают те же семена с такими же эффектами. Раднор выясняет, что семена все отправлены в северную зону, где надвигается зима. Также Воины отправляют небольшие силы для захвата погодного центра в Лондоне для создания хороших условий роста грибка.
На Луне Келли и Фиппс работают с Зои и Джейми, устраивая диверсии против Ледяных воинов. При освобождении Доктора Фиппса убивают. Ледяные воины отступают на свой корабль для планирования следующей фазы вторжения, дав возможность пленникам сбежать. Но Фьюшем остаётся, боясь расследования своих действий на Земле.
На Земле Доктор выясняет, что пена и грибок уничтожается с помощью воды, и догадывается, что Воин, отправленный на Землю, пошёл в центр управления погодой для предотвращения вызова дождя. Доктор с союзниками захватывают центр и вызывает дождь, уничтожая грибок.
Фьюшем тем временем наносит удар в спину Воинам, передавая по видеосвязи свой разговор со Слааром, который рассказывает, что флот с Марса последует сигналу на Луне, за что его убивают. Но Доктор теперь знает план и решает вернуться на базу, чтобы создать ложный сигнал для флота. Он возвращается на Луну и сталкивается со Слааром, создавая ложный сигнал. Это отправляет флот на Солнце. Слаар пытается убить Доктора из мести, но через Т-Мат прибывает Джейми, что создаёт хаос, и Слаара случайно убивает один из своих. Джейми убивает оставшихся марсиан, и Земле теперь ничто не угрожает. Доктор и Джейми возвращаются на Землю, забирают Зои и прощаются со всеми, после чего улетают на ТАРДИС.

## Трансляции и отзывы
| Эпизод     | Дата показа     | Продолжительность | Телезрители (в миллионах) | Archive     |
| ---------- | --------------- | ----------------- | ------------------------- | ----------- |
| «Эпизод 1» | 25 января 1969  | 23:11             | 6.6                       | 16/35mm t/r |
| «Эпизод 2» | 1 февраля 1969  | 24:26             | 6.8                       | 16mm t/r    |
| «Эпизод 3» | 8 февраля 1969  | 24:10             | 7.5                       | 16mm t/r    |
| «Эпизод 4» | 15 февраля 1969 | 24:57             | 7.1                       | 16mm t/r    |
| «Эпизод 5» | 22 февраля 1969 | 24:56             | 7.6                       | 16mm t/r    |
| «Эпизод 6» | 1 марта 1969    | 24:31             | 7.7                       | 16mm t/r    |
| [ 1 ]      |                 |                   |                           |             |